# Frans Timmermans
Franciscus Cornelis Gerardus Maria (Frans) Timmermans (Maastricht, 6 de maig de 1961) és un polític neerlandès. És Vicepresident Primer de la Comissió Europea i Comissari de Millora Regulativa, Relacions Interinstitucionals, Estat de Dret i Carta de Drets Fonamentals des de l'1 de novembre de 2014. Amb anterioritat fou des del 5 de novembre de 2012 fins al 17 d'octubre de 2014 el Ministre d'Afers Estrangers del govern Rutte II. Entre el 2007 i 2010 va ser secretari d'estat d'Afers Europeus del govern Balkenende IV. Entre el 1998 i el 2007 i entre el 2010 i 2012 va ser diputat a la Tweede Kamer (cambra baixa del parlament neerlandès).

## Biografia
Frans Timmermans va néixer a Maastricht, però com que el seu pare era diplomàtic, va viure durant la seva joventut sobretot a Brussel·les i Roma. Després del divorci dels seus pares, Timmermans va tornar a Maastricht amb la seva mare, on va aprovar el batxillerat. Del 1980 fins al 1985 va estudiar literatura francesa a la Universitat Catòlica de Nimega (actualment, Universitat Radboud de Nimega) i del 1984 fins al 1985 Dret Europeu i literatura francesa a la Universitat de Nancy (França).
Va fer el servei militar com a interrogador de presoners de guerra en rus. Això li va donar un diploma de traductor i intèrpret rus. Després del servei militar, va quedar més de 20 anys a la reserva militar.
El 1987 va començar a treballar al Ministeri d'Afers Estrangers i va seguir una formació de diplomàtic. Va treballar de segon secretari a l'ambaixada neerlandesa a Moscou, com a col·laborador del Comissari Europeu Hans van den Broek i assessor de l'Alt Comissionat per a les Minories Nacionals de l'OSCE, Max van der Stoel.

## Carrera política

### MembreTweede Kamer
Timmermans va ser elegit al parlament a les eleccions legislatives neerlandeses de 1998. A les eleccions del 2002, 2003, 2006, 2010, 2012 hi va ser reelegit. Es va ocupar sobretot d'Afers Europeus i Defensa i va ser vicepresident de la comissió fixa d'Afers Estrangers.

### Secretari d'Estat d'Afers Estrangers
El 22 de febrer de 2007 va ser nomenat secretari d'Estat d'Afers Estrangers. A l'estranger utilitzava el títol de Ministre d'Afers Europeus. La seva cartera incloïa el Tractat de Lisboa.

### Ministre d'Afers Estrangers
El 5 de novembre de 2012 Frans Timmermans va ser nomenat ministre d'Afers Estrangers al govern Rutte II. El 27 de maig de 2014 va ser aplaudit per criticar la puixança de partits antisemítics al Parlament Europeu (FN, Moviment per a una Hongria Millor i Partit Liberal d'Àustria). "Un dels dimonis que persegueix Europa és que es busca un cap de turc als temps de crisi. En el passat van ser els jueus i els gitanos i ara sovint els musulmans", va dir Timmermans, que va citar l'antisemitisme com a "una de les parts més fosques de l'ànima europea".
El 21 de juliol de 2014 va ser lloat arreu del món pel seu discurs emocional durant un debat urgent del Consell de Seguretat de l'ONU després del drama del Vol 17 de Malaysia Airlines.

### Comissari Europeu
El 2 de setembre de 2014, el govern neerlandès va presentar Frans Timmermans com a candidat per a la Comissió Europea. El 10 de setembre Jean-Claude Juncker, el president de la Comissió Europea, va anunciar que proposaria Timmermans com a primer vicepresident de la Comissió Juncker. A part d'això, la seva cartera inclou una millor regulació, relacions inconstitucionals, l'estat de dret i la Carta de Drets Fonamentals de la Unió Europea.